# George F. O’Shaunessy

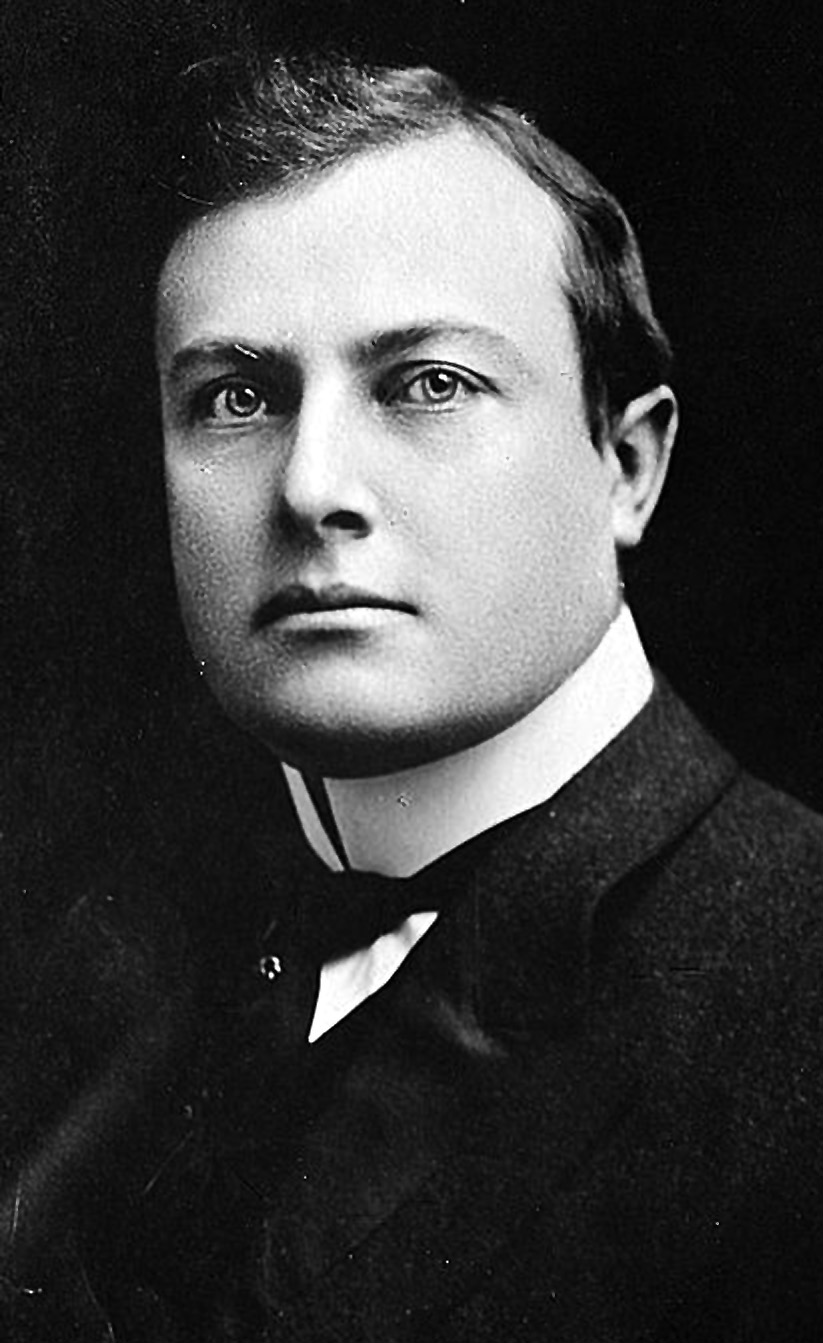
George F. O’Shaunessy

George Francis O’Shaunessy (* 1. Mai 1868 in Galway, Irland; † 28. November 1934 in Providence, Rhode Island) war ein US-amerikanischer Politiker. Zwischen 1911 und 1919 vertrat er den ersten Wahlbezirk des Bundesstaates Rhode Island im US-Repräsentantenhaus.

## Werdegang
Im Jahr 1872 wanderte George O’Shaunessy mit seinen Eltern in die Vereinigten Staaten aus. Die Familie ließ sich in New York City nieder, wo der junge George die öffentlichen Schulen besuchte. Nach einem Jurastudium und seiner im Jahr 1889 erfolgten Zulassung als Rechtsanwalt begann er in New York in seinem neuen Beruf zu praktizieren. Diese Tätigkeit übte er bis 1907 aus. Von 1904 bis 1905 war er stellvertretender Attorney General des Staates New York. Im Jahr 1907 zog er nach Providence in Rhode Island, wo er ebenfalls als Anwalt arbeitete.
O’Shaunessy wurde Mitglied der Demokratischen Partei. Im Jahr 1910 wurde er Abgeordneter im Repräsentantenhaus von Rhode Island. Bei den im selben  Jahr stattfindenden Kongresswahlen wurde er im ersten Distrikt des Staates in das US-Repräsentantenhaus gewählt. Dort trat er am 4. März 1911 die Nachfolge des Republikaners William Paine Sheffield an. Nach drei Wiederwahlen konnte er bis zum 3. März 1919 vier Legislaturperioden im Kongress verbringen. In diese Zeit fiel der amerikanische Eintritt in den Ersten Weltkrieg. Außerdem wurden im Jahr 1913 der 16. und der 17. Verfassungszusatz verabschiedet. Kurz vor Ende seiner Amtszeit im Kongress wurde am 16. Januar 1919 auch der 18. Verfassungszusatz ratifiziert, der das Prohibitionsgesetz bundesweit einführte und den Alkoholschmugglern und Gangstersyndikaten eine goldene Ära bescheren sollte.
Für die Wahlen des Jahres 1918 verzichtete O’Shaunessy auf eine erneute Kandidatur für das Repräsentantenhaus. Stattdessen bewarb er sich erfolglos um einen Sitz im US-Senat. Zwischen Oktober 1919 und Juli 1921 leitete er die Steuerbehörde in Rhode Island (Collector of Internal Revenue). Danach arbeitete er wieder als Anwalt.